# Augochlora phoemonoe
Augochlora phoemonoe är en biart som först beskrevs av Carlos Schrottky 1909.  Augochlora phoemonoe ingår i släktet Augochlora och familjen vägbin. Inga underarter finns listade.